# John Klotz
John Klotz foi um velejador belga, medalhista olímpico. Ele competiu nos Jogos Olímpicos de Verão de 1920 na classe 6 Metre e conquistou a medalha de prata na disputa realizada segundo as regras de 1919 a bordo do Tan-Fe-Pah com Léon Huybrechts e Charles Van Den Bussche.